# NGC 1339
NGC 1339 ist eine elliptische Galaxie vom Hubble-Typ E im Sternbild Chemischer Ofen am Südsternhimmel. Sie ist schätzungsweise 57 Millionen Lichtjahre von der Milchstraße entfernt.

Das Objekt wurde am 18. November 1835 von dem Astronomen John Herschel entdeckt.